# Droz
Darren Drozdov (Mays Landing, Nueva Jersey, Estados Unidos, 7 de abril de 1969-ibídem, 30 de junio de 2023), conocido como Droz, fue un luchador profesional y jugador de futbol americano estadounidense. Se le conoció por haber trabajado para la empresa  World Wrestling Federation (WWF hoy WWE) de 1998 a 1999. Drozdov era cuadrapléjico debido a una lesión de cuello sufrida por una maniobra de lucha libre mal ejecutada, pero logró recuperar la mayor parte del movimiento superior de su cuerpo, y de los brazos.

## Carrera

### World Wrestling Federation (1998-1999)
En 1998, Drozdov fue contratado por la World Wrestling Federation. Durante su entrevista con Vince McMahon, Darren proclamó su capacidad de vomitar intencionadamente, y lo demostró regurgitando en una papelera. Tras ello, los directivos decidieron convertir esta habilidad en su gimmick y fue llamado Puke (vómito en inglés).
Tras varios dark matches en Shotgun, Puke debutó el 25 de mayo de 1998 en Raw is War como un miembro asociado de L.O.D. 2000 (Hawk & Animal). Durante este tiempo, Hawk comenzó a ser víctima de adicciones al alcohol y a las drogas, lo que hizo que su compañero Animal lo juzgase como poco adecuado para luchar e introdujese a Puke para sustituirlo. Debido a las derrotas que Hawk provocaba, Puke tomó su rol en el tag team principal y demostró más habilidad que él, lo que frustraba a Hawk; Puke comenzaría a usar tras ello el nombre Droz. A causa de todo ello, Hawk atacó a Droz el 1 de noviembre en Heat, pero fue brutalmente atacado a su vez por Hawk y Animal. El punto culminante de la storyline llegó cuando Hawk intentó suicidarse tirándose desde el titantron en la edición de Raw del 16 de noviembre. Mientras Animal, el mánager Paul Ellering y los árbitros intentaban convencer a Hawk de no hacerlo, Droz subió hasta Hawk, supuestamente para impedir que se tirase; pero, en lugar de impedirlo, Droz empujó inadvertidamente a Hawk y este cayó desde una gran altura (kayfabe), siendo duramente lesionado y debiendo dejar L.O.D. 2000 mientras Droz ocupaba definitivamente su puesto. El 6 de diciembre, en Capital Carnage, Droz y Animal fueron derrotados por The Headbangers (Mosh & Thasher) cuando Droz recibió el pinfall, lo que causó la furia de Animal contra él y la disensión del equipo. Durante la edición de Raw del 21 de diciembre, Hawk explicó que su adicción al alcohol y las drogas era causada por Droz, el cual quería expulsarle del equipo para tomar su lugar. Droz irrumpió y le atacó, siendo frenado por Animal. Esa fue la última aparición de Droz como miembro de L.O.D. 2000 en la WWF.
Después de su salida del equipo, Drozdov cambió su gimmick y comenzó a emitir promos llamados "Droz's World" acerca de su excéntrico y vicioso estilo de vida. Revelándose heel, Droz introdujo como asistentes y guardaespaldas a su artista de tatuajes, Prince Albert, y a su suministrador de droga, Key, formando un stable llamado "The Pierced Pals". Key sólo permaneció un mes en el grupo, y fue movido a Extreme Championship Wrestling. Tras ello, Droz y Albert siguieron haciendo equipo entre sí, luchando en un Tag Team Turmoil Match en SummerSlam que fue ganado por The Acolytes.

#### Lesión
La carrera de Drozdov finalizó cuando sufrió una lesión de cuello durante un combate con D'Lo Brown en la edición de WWF SmackDown! del 5 de octubre de 1999, en el Nassau Coliseum de Long Island. En el combate, Drozdov vestía una camisa holgada, lo que dificultó que D'Lo pudiese sujetarlo bien al intentar realizar una runing sitout powerbomb. Para empeorar las cosas, un fan había lanzado una bebida al ring con anterioridad y Brown resbaló cuando estaba levantando a Droz, lo que ocasionó que este cayese contra el suelo de cabeza, fracturándose dos discos de su cuello. Drozdov fue rápidamente llevado al Nassau County Medical Center, donde después de horas de cirugía se logró estabilizarlo, pero quedando Darren tetrapléjico. Sin embargo, Darren recuperó el movimiento de la parte superior de su cuerpo más tarde.
El antiguo luchador Mick Foley recuerda en su libro de 2001 Foley Is Good: And the Real World Is Faker than Wrestling la noche en la que ocurrió el accidente. Foley se hallaba con Brown en el hospital después del combate, junto a la camilla de Droz. D'Lo se encontraba extremadamente compungido, pero Droz le recordó que había sido un accidente. Con todo, Brown consideró dejar la lucha libre profesional poco después, aunque no llegó a hacerlo.

## Muerte
Drozdov desde hace años arrastraba problemas de salud, el cual tras varios años de dolencias, falleció en la madrugada del 30 de junio del 2023, por causas naturales, según comunicado de su familia.

## Campeonatos y logros
- Pro Wrestling Illustrated
  - Situado en el N°142 en los PWI 500 de 1999[5]